# Polypodium bombycinum
Polypodium bombycinum là một loài dương xỉ trong họ Polypodiaceae. Loài này được Maxon mô tả khoa học đầu tiên năm 1916.